# 1110-1119
De jaren 1110-1119 (van de christelijke jaartelling) zijn een decennium in de 12e eeuw.

## Belangrijke gebeurtenissen

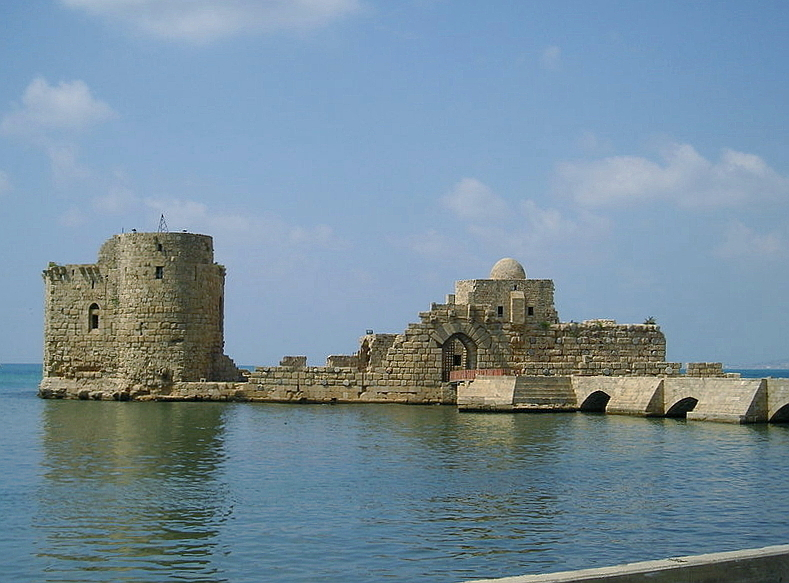
Overblijfselen van het kasteel van Sidon

### Investituurstrijd
- 1111 : Paus Paschalis II weigert het vergelijk van Sutri te ondertekenen en wordt door keizer Hendrik V gevangengezet. Enkele maanden later geeft hij dan toch toe.
- 1112 : Paus Paschalis II legt het vergelijk van Sutri naast zich neer en excommuniceert keizer Hendrik V.
- 1115 : Mathilde van Toscane sterft en schenkt al haar bezittingen aan de Kerkelijke Staat. Keizer Hendrik valt Rome binnen en paus Paschalis moet de stad ontvluchten.
- 1115 : Uit dit tumult ontstaat de Florentijnse Republiek.
- 1118 : Paus Paschalis sterft, paus Gelasius II wordt gekozen zonder medeweten van keizer Hendrik. Keizer Hendrik stelt prompt tegenpaus Gregorius VIII aan.
- 1119 : Paus Gelasius II sterft, de kardinalen kiezen Paus Calixtus II.

### Byzantijnse Rijk
- 1118 : Keizer Alexios I Komnenos sterft, hij wordt opgevolgd door zijn zoon Johannes II Komnenos.

### Levant
- 1110 - De Kruisvaarders veroveren Sidon.
- 1118 : Ontstaan van de Orde van de Tempeliers.
- 1119 : Slag van Ager Sanguinis. De Artukidische bei Ilghazi valt het vorstendom Antiochië binnen. In de veldslag die erop volgt, verliest Rogier van Salerno het leven.
- 1119 : Slag bij Hab. Boudewijn II van Jeruzalem verslaat Ilghazi.

### Christendom
- In 1113 komt de eerste stichting van de Cisterciënzers, de La Ferté tot stand en in hetzelfde jaar treedt Bernard van Clairvaux in. De stichtingen volgen elkaar nu snel op: Pontigny (1114), Morimond en Clairvaux (1115). Van de laatstgenoemde abdij wordt Bernardus de eerste abt. Zijn invloed in de Cisterciënzerorde en daarbuiten is erg groot. Hij wordt beschouwd als de belangrijkste persoon uit de orde. Hij benadrukt de strikte naleving de Regel van Benedictus.

### Publicatie
- 1113 - De Nestorkroniek wordt geschreven tussen 1113 en 1115.

### China
- 1115 - In Mantsjoerije ontstaat de Jin-dynastie.

## Heersers

### Europa
- Lage Landen
  - Brabant: Godfried I (1095-1139)
  - Gelre: Gerard I (1082-1129)
  - Henegouwen: Boudewijn III (1098-1120)
  - Holland: Floris II (1091-1122)
  - Limburg: Hendrik I (1078-1118), Walram Paganus (1118-1139)
  - Lohn: Godschalk I (1092-1110), Gerhard II (1110-1152)
  - Loon: Arnold I (1078-1126)
  - Neder-Lotharingen: Godfried I van Brabant (1106-1128)
  - Luik: Otbert van Luik (1092-1119), Frederik van Namen (1119-1121)
  - Luxemburg: Willem I (1096-1129)
  - Namen: Albrecht III (1063-1102), Godfried (1102-1139)
  - Utrecht: Burchard van Lechsgemünd (1100-1112), Godebald (1114-1127)
  - Vlaanderen: Robrecht II van Jeruzalem (1093-1111), Boudewijn VII (1111-1119), Karel de Goede (1119-1127)
  - Zutphen: Otto II (1064-1113), Hendrik I (1113-1118), Ermgard (1118-1138)

- Duitsland (Heilige Roomse Rijk):Hendrik V (1105-1125)
  - Bar: Reinoud I (1105-1149)
  - Beieren: Welf V (1101-1120)
  - Berg: Adolf II (1106-1160)
  - Bohemen: Wladislaus I (1109-1117), Bořivoj II (1117-1120)
    - Brno: Oldřich (1092-1113), Soběslav (1115-1123)
    - Olomouc: Otto II (1107-1126)
    - Znojmo: Lutold (1092-1112), Oldřich van Brno (1112-1113), Soběslav (1115-1123)

  - vrijgraafschap Bourgondië: Willem II (1102-1125)
  - Brunswijk: Gertrudis (1090-1117), Richenza van Northeim (1117-1141)
  - Gulik: Gerard III (1081-1118), Gerard IV (1118-1135)
  - Holstein: Godfried van Hamburg (?-1111), Adolf I (1111-1130)
  - Istrië: Engelbert van Karinthië (1107-1124)
  - Karinthië en Verona: Hendrik III van Eppenstein (1090-1122)
  - Kleef: Diederik III (1092-1117), Arnold I (1117-1147)
  - Opper-Lotharingen: Diederik II (1070-1115), Simon I (1115-1139)
  - Meißen: Hendrik II van Eilenburg (1103-1123)
  - Montbéliard: Diederik II (1105-1163)
  - Noordmark: Rodolf van Stade (1106-1112), Helperik van Plötzkau (1112-1114), Hendrik II van Stade (1114-1128)
  - Oostenrijk: Leopold III (1095-1136)
  - Rijnpalts: Siegfried van Ballenstedt (1095-1113), Godfried van Calw (1113-ca. 1127)
  - Saksen: Lotharius van Supplinburg (1106-1127)
  - Stiermarken: Ottokar II (1082-1122)
  - Weimar-Orlamünde: Ulrich II (1070-1112), Siegfried van Ballenstedt (1112-1113), Siegfried II (1113-1124)
  - Zähringen: Berthold II (1078-1111), Berthold III (1111-1122)
  - Zwaben: Frederik II (1105-1147)

- Frankrijk: Lodewijk VI (1108-1137)
  - Alençon: Robert II van Bellême (1094-1112), Willem I van Ponthieu (1119-1171)
  - Angoulême: Willem V (1089-1118), Wulgrin II (1118-1140)
  - Anjou en Tours: Fulco V (1109-1129)
  - Aquitanië en Gascogne: Willem IX (1086-1126)
  - Armagnac: Bernard III (1095-1110), Gerold III (1110-1160)
  - Auvergne: Willem VI (1096-1136)
  - Béarn: Gaston IV (1090-1131)
  - Bigorre: Bernard III (1095-1113), Centullus II (1113-1129)
  - Blois, Dunois en Meaux: Theobald IV (1102-1152)
  - Boulogne: Eustaas III (1088-1125)
  - hertogdom Bourgondië: Hugo II (1102-1143)
  - Chalon: Gwijde van Thiers (1080-1112), Willem I (1113-1150)
  - Champagne: Hugo I (1093-1125)
  - Chiny: Otto II (1106-1131)
  - Dammartin: Alberic van Mello (1106-1112), Alberic II (1112-1183)
  - Eu: Hendrik I (1096-1140)
  - Évreux: Willem (1067-1118), Amalrik III van Montfort (1118-1137)
  - Fézensac: Astanovus II (1103-1140)
  - Foix: Rogier II (1064-1124)
  - Guînes: Manasses I (1091-1137)
  - Mâcon: Willem III (1102-1157)
  - Maine: Eli I (1093-1110), Ermengarde (1110-1126)
  - La Marche: Almodis I en Rogier Poitevin (1098-1117), Adelbert III (1117-1145)
  - Nevers, Auxerre en Tonnerre: Willem II (1098-1147)
  - Normandië: Hendrik I van Engeland (1106-1135)
  - Perche: Rotrud III (1100-1144)
  - Ponthieu: Robert II van Bellême (1101-1112), Willem I (1110-1126)
  - Provence: Gerberga (1093-1112), Dulcia I (1112-1127) en Raymond Berengarius III van Barcelona (1112-1131)
  - Rodez: Richard III van Millau (?-1135)
  - Saint-Pol: Hugo II (1083-1118), Hugo III (1118-1141)
  - Soissons: Jan I (1099-1115), Reinoud III (1115-1141)
  - Thouars: Godfried III (1104-1123)
  - Toulouse: Alfons Jordaan (1108-1148)
  - Vendôme: Godfried III (1102-1145)
  - Vermandois en Valois: Rudolf I (1102-1152)

- Iberisch schiereiland:
  - Aragon en Navarra: Alfons I (1104-1134)
  - Barcelona: Raymond Berengarius III (1082-1131)
  - Castilië, Leon en Galicië: Urraca (1109-1126)
  - Portugal: Hendrik van Bourgondië (1096-1112), Theresia van Leon (1112-1128)

- Britse eilanden
  - Engeland: Hendrik I (1100-1135)
  - Gwynedd: Gruffydd ap Cynan (1081-1137)
  - Powys: Cadwgan ap Bleddyn (1075-1111), Owain ap Cadwgan (1111-1116), Maredudd ap Bleddyn (1116-1132)
  - Schotland: Alexander I (1107-1124)

- Italië
  - Apulië: Rogier I (1085-1111), Willem II (1111-1127)
  - Monferrato: Reinier (1100-1135)
  - Napels: Johannes VI (1097-ca. 1121)
  - Savoye: Amadeus III (1103-1148)
  - Sicilië: Rogier II (1105-1154)
  - Toscane: Mathilde (1076-1115)
  - Venetië (doge): Ordelaffo Falier (1102-1117), Domenico Michiel (1117-1130)

- Scandinavië
  - Denemarken: Niels (1104-1134)
  - Noorwegen: Sigurd I (1103-1130)
  - Zweden: Filips (1105-1118), Inge II (1110-1120)

- Balkan
  - Byzantijnse Rijk: Alexios I Komnenos (1081-1118), Johannes II Komnenos (1118-1143)
  - Dioclitië: Vladimir Vojislavljević (1102-1114), Đorđe Vojislavljević (1114-1118)
  - Raška: Vukan (1080-1114), Uroš I (1118-1140)

- Rusland
  - Kiev: Svjatopolk II (1093-1113), Vladimir Monomach (1113-1125)
  - Tsjernigov: David Svjatoslavitsj (1097-1123)

- Bretagne: Alan IV (1084-1112), Conan III (1112-1148)
  - Penthièvre: Stefanus I (1093-1120)
- Hongarije: Koloman (1095-1116), Stefanus II (1116-1131)
- Polen: Bolesław III (1102-1138)

### Azië
- Cilicisch-Armenië: Thoros I (1102-1129)
- China (Song): Huizong (1100-1126)
  - Jin: Taizu (1115-1123)
  - Liao: Tianzuo (1101-1125)
  - Westelijke Xia: Chongzong (1086-1139)
- Georgië: David IV (1089-1125)
- Ghaznaviden (Perzië): Masoed III (1099-1115), Shir-Zad (1115-1116), Arslan Shah (1116-1117), Bahram Shah (1117-1157)
- India
  - Chola: Kulothunga I (1070-1122)
- Japan: Toba (1107-1123)
  - insei-keizer: Shirakawa (1087-1129)
- Khmer-rijk (Cambodja): Dharanindravarman I (1108-1112), Suryavarman II (1112-1152)
- Korea (Goryeo): Yejong (1105-1122)
- kruisvaarderstaten
  - Antiochië: Bohemund I (1098-1111), Bohemund II (1111-1130)
  - Edessa: Boudewijn II van Jeruzalem (1100-1118), Walram van Le Puiset (1118-1119), Jocelin van Courtenay (1119-1131)
  - Jeruzalem: Boudewijn I (1100-1118), Boudewijn II (1118-1131)
    - Galilea: Tancred (1109-1112), Jocelin van Courtenay (1112-1119), Willem I van Bures (1119-1142)
    - Jaffa en Ascalon: Hugo I (1110-1118), Albert (1118-1122)
    - Oultrejordain: Roman van Le Puy (1118-1134)
    - Sidon: Eustatius I Grenier (1110-1123)

  - Tripoli: Bertrand van Toulouse (1109-1112), Pons (1112-1137)
- Seltsjoeken: Mehmed Tapar (1105-1118), Ahmad Sanjar (1118-1157)
  - Aleppo: Ridwan (1095-1113), Alp Aslan al-Akhras (1113-1114), Sultan Shah (1114-1117)
  - Irak: Mahmud II (1118-1131)
  - Kerman: Iran Shah (1096-1101), Arslan Shah I (1101-1142)
  - Khorasan: Ahmad Sanjar (1096-1157)
  - Sultanaat van Rûm: Kutbeddin Melik Shah I (1107-1116), Mes'ud (1116-1155)
- Vietnam: Ly Nhan Tong (1072-1127)

### Afrika
- Almoraviden (Marokko): Ali ibn Yusuf (1106-1143)
- Fatimiden (Egypte): Abu 'Ali al-Mansur al-Amir (1101-1130)
- Ziriden (Tunesië): Yahya ibn Tamim (1108-1131)

### Religie
- paus: Paschalis II (1099-1118), Gelasius II (1118-1119), Calixtus II (1119-1124)
  - tegenpaus: Albert (1101), Silvester IV (1105-1111), Gregorius VIII (1118-1121)
- patriarch van Alexandrië (Grieks): Eulogius II (ca. 1100-ca. 1115), Sabbas (data onbekend)
- patriarch van Alexandrië (koptisch): Macarius II (1102-1131)
- patriarch van Antiochië (Grieks): Johannes VII (1090-1155)
- patriarch van Antiochië (Latijns): Bernard van Valence (1100-1135)
- patriarch van Antiochië (Syrisch):  Athanasius VI bar Khamoro (1091-1129)
- patriarch van Constantinopel: Nicolaas III (1084-1111), Johannes IX Agapetus (1111-1134)
- patriarch van Jeruzalem (Grieks): Savvas (1106-?)
- patriarch van Jeruzalem (Latijns): Ghibbelin van Arles (1107-1112), Arnulf van Chocques (1112-1118), Garmond van Picquigny (1118-1128)
- katholikos-patriarch van Geheel Georgië: Ioane IV Safareli (1100-1142)
- kalifaat van Bagdad (Abbasiden): Al-Mustazhir (1094-1118), Al-Mustarshid (1118-1135)

- aartsbisdom Canterbury: Ralph d'Escures (1114–1122)
- aartsbisdom Keulen: Frederik I van Schwarzenberg (1100-1131)
- aartsbisdom Reims: Raoul le Vert (1106-1124)
- aartsbisdom Rouen: Willem I Bonne-Âme (1078-1110), Godfried Brito (1111-1128)
- aartsbisdom Trier: Bruno van Lauffen (1102-1124)

<< · 1110 · 1111 · 1112 · 1113 · 1114 · 1115 · 1116 · 1117 · 1118 · 1119 · >>
<< · 1100-1109 · 1110-1119 · 1120-1129 · 1130-1139 · 1140-1149 · 1150-1159 · 1160-1169 · 1170-1179 · 1180-1189 · 1190-1199 · >>